# Bernardino Pes di Villamarina del Campo
Bernardino Pes di Villamarina del Campo (Cagliari, 15 dicembre 1810 – Torino, 1891) è stato un generale italiano, combattente durante la prima guerra d'indipendenza italiana, dove fu decorato con la medaglia d'argento al valor militare per lo scontro della Sforzesca, e nella seconda guerra d'indipendenza. Al comando della 4ª Divisione attiva del IV Corpo d'armata del generale Enrico Cialdini partecipò alla campagna dell’Italia centrale e meridionale per cui venne decorato con la croce di grande ufficiale dell’Ordine militare di Savoia.

## Biografia
Nacque a Cagliari il 15 dicembre 1810, figlio di Bartolomeo e Marina Angioy del Castello. Arruolatosi nell’Armata Sarda nel 1822 all’età di dodici anni, a partire dal 24 luglio frequentò la Regia Accademia Militare di Torino, al cui termine fu assegnato all’Arma di Cavalleria, entrando in servizio come sottotenente il 1 ottobre 1829 nel Reggimento "Piemonte Reale".
Promosso tenente il 18 dicembre 1831, tra il 4 gennaio 1834 e il 1847 svolse l’incarico di Aiutante di campo del Primo segretario di Stato di guerra e marina Emanuele Pes di Villamarina Promosso capitano nel 1837, partecipò alla prima guerra d’indipendenza italiana, distinguendosi particolarmente nella campagna del 1848 quando fu promosso maggiore il 25 novembre, e del 1849 durante lo scontro della Sforzesca, dove fu decorato con la Medaglia d’argento al valor militare. Al termine della guerra fu nominato Ufficiale d’ordinanza di S.M. il Re Vittorio Emanuele II (24 aprile 1849), e una volta promosso tenente colonnello nel 1851 assunse il comando del Reggimento "Cavallereggi di Saluzzo". Divenuto colonnello il 13 febbraio 1856 passò alla fanteria assumendo il comando del 9º reggimento, e della Brigata "Regina" il 12 marzo 1859, venendo promosso maggiore generale il 10 giugno dello stesso anno. Partecipò alla seconda guerra d’indipendenza al comando della Brigata "Regina", distinguendosi particolarmente durante la battaglia di Palestro e venendo decorato con la Croce di Commendatore dell’Ordine militare di Savoia.
Il 7 marzo 1860 assunse il comando della 1ª Divisione del Corpo d'armata dell'Emilia, il 25 marzo dello stesso anno assunse il comandò della 4ª Divisione attiva del IV Corpo d'armata al comando del generale Enrico Cialdini partecipando all’invasione dell’Italia centrale e meridionale. Si distinse durante la battaglia di Castelfidardo e nell’assedio di Gaeta, tanto da venire promosso tenente generale il 3 ottobre 1860, e decorato con la Croce di Grande Ufficiale dell’Ordine militare di Savoia il 1 giugno 1861. Divenuto 1° aiutante del principe ereditario Umberto, nel corso del 1863 fu nominato Aiutante di campo effettivo del Re Vittorio Emanuele II.
Sposatosi con la Contessa Carolina Castelnovo di Torrazzo delle Lanze l’8 agosto 1838, si spense a Torino nel 1891.

### Annotazioni
1. ↑  Insieme al cugino tenente Salvatore Pes di Villamarina appartenente al Reggimento "Aosta Cavalleria".

### Fonti
1. ↑  Lo Faso di Serradifalco 2005, p. 11.
2. 1 2 3 4 5 6 7 8 9 10  Lo Faso di Serradifalco 2005, p. 118.
3. 1 2  Calendario generale pe' regii stati, 1840, p. 178.
4. ↑  Gazzetta del Regno d’Italia n.197 del 13 agosto 1861, pag.1.
5. 1 2 3  Sito web del Quirinale: dettaglio decorato.